# Innuendo (nummer)
Innuendo is een rapsodisch muziekstuk van de Britse rockgroep Queen en bevat Spaanse invloeden. Innuendo is het eerste nummer van het gelijknamige, veertiende studioalbum album uit 1991, het laatste Queen album dat werd uitgebracht tijdens het leven van frontzanger Freddie Mercury. Het nummer staat ook op het verzamelalbum Greatest Hits II. Op 14 januari 1991 werd het nummer wereldwijd op single en VHS videocassette uitgebracht.

## Achtergrond
Het nummer is ontstaan tijdens een jamsessie in de live room van Mountain Studios in Montreux (Zwitserland) van Brian May, Roger Taylor en John Deacon. Toen Freddie Mercury dit hoorde vanuit een andere kamer is hij naar de live room gelopen om wat zanglijnen te improviseren. Vanuit deze muzikale basis die Roger Taylor heeft gelegd, is Mercury het nummer gaan voorzien van tekst, hierbij geholpen door Taylor. Het nummer is sterk beïnvloed door Led Zeppelins Kashmir en The Zoo van de Scorpions.
Het stuk begint in E-frygisch, de prototypische Spaanse toonsoort, waarbij de typisch Spaanse kleine secunde prominent aanwezig is.
In het middenstuk is er een soort flamencogitaarachtig fragment, met klassieke akoestische instrumenten. Later wordt dit motief herhaald, maar dan met flink overstuurde elektrische gitaren. De flamencogitaar wordt gespeeld door Steve Howe, de gitarist van Yes.
De videoclip maakt gebruik van klei-animatie en archiefbeelden van de band. Freddie Mercury was op dat moment zeer ziek, hij had aids. Hij was later nog wel in de videoclips van I'm Going Slightly Mad en These Are the Days of Our Lives te zien. In Nederland werd de videoclip destijds op televisie (Nederland 2) uitgezonden door Veronica in de tv-versie van de Nederlandse Top 40 en het popprogramma Countdown en de TROS in het popprogramma Popformule.
Tijdens het Freddie Mercury Tribute Concert op Tweede Paasdag 20 april 1992 in Wembley Stadium in Londen, werd het nummer gezongen door Robert Plant, die hierbij ook flarden van Kashmir in het nummer verweefde. Omdat Plant problemen had met het onthouden van de tekst, werd het nummer niet uitgebracht op de dvd die later van dit concert uitkwam.
De plaat werd wereldwijd een hit en bereikte in Queens' thuisland het Verenigd Koninkrijk de nummer 1-positie in de UK Singles Chart. Ook in Portugal werd de nummer 1-positie behaald, Ierland de 4e, Australië de 28e, Nieuw-Zeeland de 10e, de VS de 17e, Duitsland de 5e, Oostenrijk de 12e, Zwitserland, Finland, Italië en de Eurochart Hot 100 de 3e, Spanje de 6e. 
In Nederland was de plaat op vrijdag 18 januari 1991 Veronica Alarmschijf op de volle vrijdag op Radio 3 en werd een grote hit in de destijds twee landelijke hitlijsten op de nationale publieke popzender. De plaat bereikte in zowel de Nederlandse Top 40 als de Nationale Top 100 de 4e positie.
In België bereikte de plaat de 6e positie in de Vlaamse Radio 2 Top 30 en de 8e positie in de voorloper van de Vlaamse Ultratop 50. In Wallonië werd géén noterong behaald.
Sinds de editie van december 2006 staat de plaat onafgebroken genoteerd in de jaarlijkse NPO Radio 2 Top 2000 van de Nederlandse publieke radiozender NPO Radio 2, met als hoogste notering tot nu toe een 30e positie in 2018.

## Hitnoteringen

### Nederlandse Top 40
| "Innuendo" in de Nederlandse Top 40 - binnen 26-01-1991 | "Innuendo" in de Nederlandse Top 40 - binnen 26-01-1991 | "Innuendo" in de Nederlandse Top 40 - binnen 26-01-1991 | "Innuendo" in de Nederlandse Top 40 - binnen 26-01-1991 | "Innuendo" in de Nederlandse Top 40 - binnen 26-01-1991 | "Innuendo" in de Nederlandse Top 40 - binnen 26-01-1991 | "Innuendo" in de Nederlandse Top 40 - binnen 26-01-1991 | "Innuendo" in de Nederlandse Top 40 - binnen 26-01-1991 | "Innuendo" in de Nederlandse Top 40 - binnen 26-01-1991 | "Innuendo" in de Nederlandse Top 40 - binnen 26-01-1991 | "Innuendo" in de Nederlandse Top 40 - binnen 26-01-1991 |
| Week                                                    | 01                                                      | 02                                                      | 03                                                      | 04                                                      | 05                                                      | 06                                                      | 07                                                      | 08                                                      | 09                                                      |                                                         |
| ------------------------------------------------------- | ------------------------------------------------------- | ------------------------------------------------------- | ------------------------------------------------------- | ------------------------------------------------------- | ------------------------------------------------------- | ------------------------------------------------------- | ------------------------------------------------------- | ------------------------------------------------------- | ------------------------------------------------------- | ------------------------------------------------------- |
| Nummer                                                  | 17                                                      | 11                                                      | 5                                                       | 4                                                       | 4                                                       | 7                                                       | 11                                                      | 15                                                      | 29                                                      | uit                                                     |

### Nationale Top 100
| Nummer | 53 | 19 | 9 | 5 | 4 | 4 | 12 | 22 | 39 | 59 | 76 | uit |

### NPO Radio 2 Top 2000
| Nummer met noteringen in de NPO Radio 2 Top 2000 | '06 | '07 | '08 | '09 | '10 | '11 | '12 | '13 | '14 | '15 | '16 | '17 | '18 | '19 | '20 | '21 | '22 | '23 | '24 |
| ------------------------------------------------ | --- | --- | --- | --- | --- | --- | --- | --- | --- | --- | --- | --- | --- | --- | --- | --- | --- | --- | --- |
| Innuendo                                         | 393 | 117 | 470 | 96  | 101 | 63  | 54  | 44  | 44  | 38  | 35  | 38  | 30  | 39  | 46  | 42  | 39  | 48  | 32  |

1. ↑  Een vetgedrukt getal geeft de hoogste notering aan.
2. ↑  2006 was het eerste jaar met een notering voor dit nummer.

### Evergreen Top 1000
| Evergreen Top 1000 | Evergreen Top 1000 | Evergreen Top 1000 | Evergreen Top 1000 | Evergreen Top 1000 | Evergreen Top 1000 | Evergreen Top 1000 | Evergreen Top 1000 | Evergreen Top 1000 | Evergreen Top 1000 | Evergreen Top 1000 | Evergreen Top 1000 | Evergreen Top 1000 | Evergreen Top 1000 | Evergreen Top 1000 | Evergreen Top 1000 | Evergreen Top 1000 |
| Jaar               | 2008               | 2009               | 2010               | 2011               | 2012               | 2013               | 2014               | 2015               | 2016               | 2017               | 2018               | 2019               | 2020               | 2021               | 2022               | 2023               |
| ------------------ | ------------------ | ------------------ | ------------------ | ------------------ | ------------------ | ------------------ | ------------------ | ------------------ | ------------------ | ------------------ | ------------------ | ------------------ | ------------------ | ------------------ | ------------------ | ------------------ |
| Positie            | -                  | -                  | -                  | -                  | -                  | -                  | -                  | -                  | -                  | -                  | -                  | -                  | -                  | -                  | -                  | 141                |

- Bibliothèque nationale de France: cb147909546 (data)
- Gemeinsame Normdatei: 1151649171
- MusicBrainz release group: 2474cceb-3c22-3a31-94d4-4367b4ca6199
- MusicBrainz work: a694dadb-5c80-30a6-beae-f75d8e644518
- Virtual International Authority File: 1194151778251918130008